# Pavel Anatoljevics Kolobkov
Pavel Anatoljevics Kolobkov (oroszul: Павел Анатольевич Колобков) (Moszkva, 1969. szeptember 22. –) olimpiai, világ- és Európa-bajnok orosz párbajtőrvívó.